# Республиканский историко-краеведческий музей имени Рудаки
Республиканский историко-краеведческий музей имени Рудаки́ (тадж. Осорхонаи ҷумҳуриявии таърихӣ-кишваршиносии ба номи Рӯдакӣ) — музей исторического профиля в городе Пенджикент, носящий имя выдающегося таджикско-персидского поэта Абу Абдаллаха Джафара Рудаки, уроженца пригорода Пенджикента.

## О музее
Основан в 1958 году в честь 1100-летия со дня рождения Абу Абдаллаха Джафара Рудаки.
Музей разместился в специально построенном для него здании (1957—1958) на центральной улице города — Проспекте Рудаки. Автор проекта здания — архитектор  Александр Иванович Макуха (1931—2008). Фасад музея декорирован художницей Ю. Б. Гремячинской — два резных панно, выполненные по мотивам фресок древнего Пенджикента, и знаменитое изречение Рудаки: «Нет в мире радости сильней, чем лицезрение близких и друзей». Входные резные двери были выполнены заслуженным деятелем искусств Таджикской ССР Баротбеком Юлдошбековым. Потолок вестибюля расписан мастером Мирзо Хашимом Худжанди, а алебастровые окаймления дверных и оконных проёмов выполнены братьями Асадовыми из Худжанда.
Основой собрания музея послужили документы, найденные весной 1932 года пастухом Джурали Махмедали, пасшим овец недалеко от кишлака Хайрабад. В горе Калаи-Муг он нашёл полусгнившую корзину, полную кожаных свитков, покрытых письменами, в одном из которых учёные из Душанбе распознали неизвестные ранее согдийские письмена. Это было открытие мирового значения: находка дала возможность учёным изучать историю и культуру древнего Пенджикента. Позднее, на этой территории в результате археологических раскопок была найдена монументальная и настенная живопись, скульптура, резьба по дереву, художественные металлы, нумизматические изделия и другие предметы, которые сегодня украшают экспозиции многих музеев республики Таджикистан и Эрмитажа.
По состоянию на 1982 год, собрание музея насчитывало 12 тысяч предметов и состояло из коллекций: археологической, этнографической, нумизматической, рукописных книг XVIII—XIX вв., медных изделий, резного камня, естественнонаучных материалов, оружие, вещественной, фото- и документальных материалов по истории края. Экспозиция состояла из 7 залов и размещалась на 900 кв. м. Музей ежегодно посещало более 86 тысяч человек.
В 2008 году, в честь 1150-летия А. Рудаки, вход в музей был реконструирован по проекту таджикского архитектора Борона Абдуллоева. В юбилейный год поэта собрание музея пополнилось новыми экспонатами: портретом «Абуабдулло Рудаки» народного художника Таджикистана К. Гаюа, портретами А. Серебрянского «Возвращение на Родину», Ивана Лисикова «Абуабдулло Рудаки», панно с резьбой по дереву с портретом А. Рудаки — работой художника, заслуженного деятеля искусств Таджикской ССР Сироджиддина Нуриддинова. Музей также получил подарки иранского учёного tg:Парвиза Хонлари, юбилейную медаль и книги Абуабдулло Рудаки, изданные на разных языках народов мира.
С 2010 года музей начал публиковать научно-массовое и культурно-просветительское издание «Сообщение Республиканского историко-краеведческого музея имени Абуабдулло Рудаки» со статьями, посвящёнными вопросам комплектования и хранения в музее предметов вышивки, украшений, народной одежды таджиков Зеравшанской долины, настенные росписи и искусство скульптуры античного Пенджикента.
На правах филиалов к музею относится ряд исторических памятников:
- мавзолей Мухаммеда Башшара в селении Мазари-Шариф (XI-XIV вв.),
- дом-музей Н. Шарипова в поселке Некнот.